# دادلی استوری
دادلی استوری (انگلیسی: Dudley Storey; ۲۷ نوامبر ۱۹۳۹ – ۶ مارس ۲۰۱۷) قایقران روئینگ اهل نیوزیلند بود.
وی در مسابقات کشوری و بین‌المللی در مجموع برندهٔ ۱ مدال طلا، ۱ مدال نقره، ۱ مدال برنز شده‌است.